# 熙瑛
熙瑛（？—1905年），鄂卓氏，字菊朋，鑲藍旗滿洲，清朝政治人物、進士出身。
光緒五年，鄉試中舉；光緒十五年，登進士，同年五月，改翰林院庶吉士。光緒十六年四月，散館，授翰林院編修。光緒十七年，任甘肅鄉試正考官。光緒十九年，功臣館提調。光緒二十一年，任左贊善。次年改右中允，擔任翰林院侍講。光緒二十二年，任文淵閣校理。光緒二十四年，任右庶子，次年任日講起居注官、翰林院侍講學士。光緒二十八年，任總理內務府三旗小學堂。光绪二十九年，任內閣學士、禮部侍郎銜、順天鄉試副考官。光绪三十年，任文淵閣直閣事、知貢舉。光绪三十一年，任宗室覺羅八旗高等學堂監督、學部左侍郎。